# 丹河 (美国)

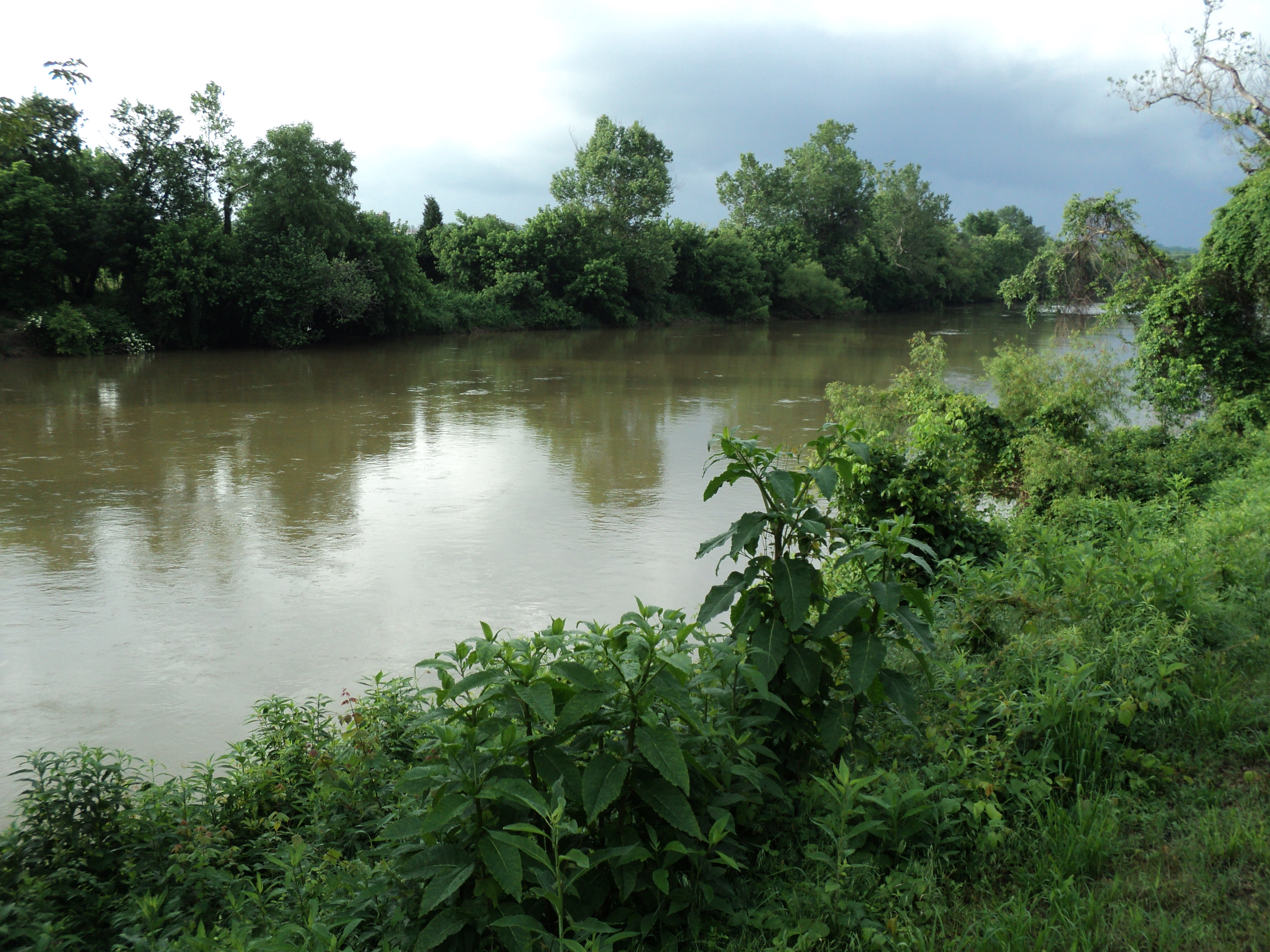
丹河一景，位于維吉尼亞州的丹維爾

丹河（英語：Dan River）是美国北卡罗来纳州和弗吉尼亚州的一条长约214英里（344）的河流。河流起源于弗吉尼亚州帕特里克縣，穿过两州的边界到达北卡羅萊納州斯托克斯縣，再流向羅京安縣和卡斯韋爾縣，并在此处多次经过弗吉尼亚州境内，最后在弗吉尼亚州东南部注入罗阿诺克河上的克尔水库。
丹河常用的别名有“罗阿诺克河南支”